# Dark Tranquillity
Dark Tranquillity é uma das bandas pioneiras de death metal melódico (a par de In Flames e At The Gates) de Gotemburgo, Suécia.

## História

### Primeiros anos (1989-1993)
A banda foi fundada em 1989 por Mikael Stanne (no início guitarrista, e mais tarde vocalista) e por Niklas Sundin (guitarrista), formaram a banda sob o nome de Septic Boiler com o intuito de tocar Thrash Metal. Mais tarde, recrutaram os membros Anders Fridén (vocalista), Martin Henriksson (baixo) e Anders Jivarp (baterista), e estava formada a primeira "line-up". Após comporem a primeira demo, decidiram mudar o nome da banda para Dark Tranquillity e mudaram também o estilo musical. Foi a partir disso que ficaram conhecidos por misturar Death Metal com harmonias de guitarras e vocais distorcidos.
Mais tarde, logo após o lançamento do primeiro álbum intitulado Skydancer, despediram Anders Fridén da banda, possivelmente devido a diferenças musicais, e Mikael Stanne passou a vocalista, sendo recrutado Fredrik Johansson para guitarrista de ritmo, e foi com esta última line-up que lançaram em 1995 o primeiro álbum de reconhecimento intitulado The Gallery.

### Do underground ao reconhecimento
Embora Dark Tranquillity já fosse naquela altura uma banda relativamente conhecida no underground, foi somente em 1995 quando lançaram o muito aclamado The Gallery que ficaram conhecidos em toda a Europa, e passaram a ser reconhecidos como uns dos criadores do estilo musical oriundo de Gotemburgo, o Melodic Death Metal. Neste álbum está bem patente o uso de harmonias de guitarra (vindas de influências provenientes de bandas como Iron Maiden) aliadas às influências evidentes do Death Metal sueco da altura e também de Thrash Metal, com vocais rasgados e profundos.
Em 1997 lançaram The Mind's I, apesar de ser diferente do seu antecessor, era também um álbum de qualidade, e que ajudou a cimentar o reconhecimento da banda no Metal. Depois deste álbum, despediram Fredrik Johansson por falta de empenho na banda, Martin Henriksson deixou o baixo para passar para a guitarra, contrataram Michael Nicklasson para o baixo e Martin Brändström para o teclado.
Em 1999 lançaram o álbum mais experimental da história da banda, de nome Projector, com a adição de teclados, e uma abordagem de Mikael Stanne diferente (embora continuasse a usar vocais rasgados, usou também vocais limpos).
2000 foi o ano em que voltaram a apostar numa composição mais pesada, Haven, com a consolidação do teclado nas estruturas musicais em uma forma profunda e atmosférica da banda e um abandono dos vocais limpos que havia sido frequente em Projector.
Damage Done, lançado em 2002, foi o álbum que deu uma "sapatada" nas sonoridades mais calmas da banda que já vinham sendo regra desde Projector, e foi sem dúvida a proposta musical mais agressiva e intensa desde The Mind's I e que marcou uma nova fase na carreira deste sexteto sueco.
Já em 2005, depois da banda ter feito a maior sequência de concertos de sempre, lançaram o 7º álbum, ainda mais intenso que o antecessor, chamado Character e que consolida aquilo que esta banda realmente é, uns constantes inovadores dum gênero no qual foram uns dos pioneiros, sem nunca lançarem um álbum igual.
Dois anos depois, em 2007, lançaram Fiction, uma evolução natural, e que em termos líricos, pela primeira vez Mikael Stanne se focou mais em ficção, escrevendo sobre pessoas imaginárias em vez de escrever sobre ele próprio como era de costume.
Em setembro de 2009 a banda entrou em estúdio para gravar aquele que será o sucessor de Fiction. O novo álbum intitulado We Are the Void, foi lançado dia 1 de março de 2010 em todo o mundo (salvo algumas excepções).

## Integrantes

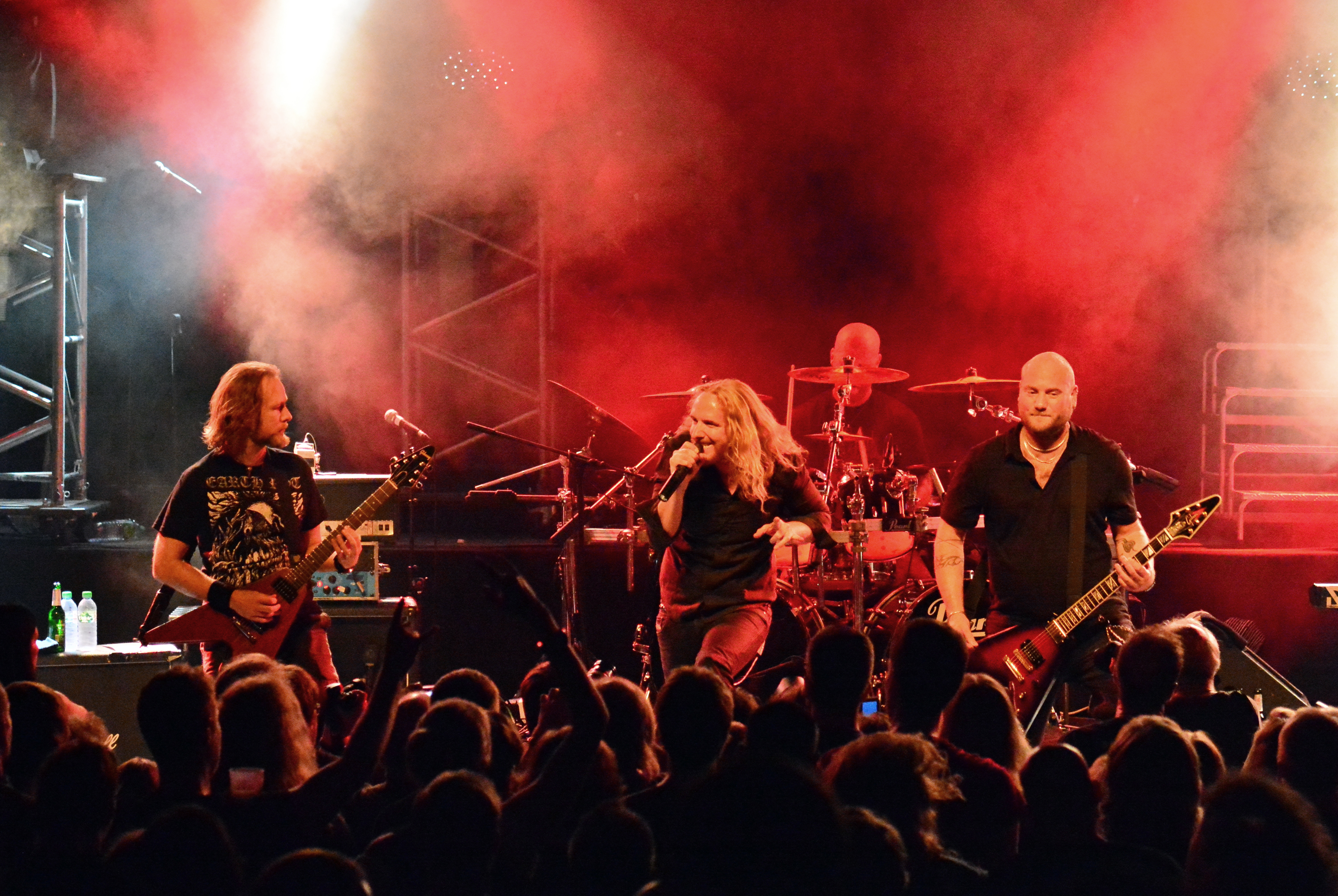
A banda se apresentando no Hamburg Metal Dayz, Alemanha em 2014.

- Mikael Stanne - vocais (1993-presente), guitarra (1989–1993)
- Niklas Sundin - guitarra (1989-presente)
- Anders Jivarp - bateria (1989-presente)
- Martin Brandstrom - teclados (2000-presente)
- Anders Iwers – baixo (2015–presente)

### Ex-integrantes
- Anders Fridén - vocais (1989–1993)
- Martin Henriksson - guitarra (1999-1989), baixo (1989–1999, 2013)
- Fredrik Johansson - guitarra (1993-1999)
- Michael Nicklasson - baixo (1999-2008)
- Daniel Antonsson - baixo (2008-2013)

### Músicos adicionais
- Robin Engstrom - bateria (somente ao vivo em 2001)
- Michael Håkansson - baixo (somente ao vivo em 2008)
- Christopher Amott - guitarra (somente ao vivo em 2017)

## Discografia
| - Skydancer (1993) - The Gallery (1995) - The Mind's I (1997) - Projector (1999) - Haven (2000) - Damage Done (2002) - Character (2005) - Fiction (2007) - We Are the Void (2010) - Construct (2013) - Atoma (2016) - Of Chaos and Eternal Night (1995) - Enter Suicidal Angels (1996) - Lost to Apathy (2004) - Focus Shift (2006) | - Skydancer / Of Chaos And Eternal Night (1999) - Exposures - In Retrospect and Denial (2004) - A Closer End (2008) - Yesterworlds - LTD Version (2009) - Trail Of Life Decayed (sob o nome Septic Broiler, 1991) - A Moonclad Reflection (1992) - Tail Of Life Decayed (1992) - Tranquillity (1993) - Zodijackyl Light - (1997) (VHS) - Live Damage - (2003) (DVD) - Where Death is Most Alive - (2009 (DVD) |